# Carterius z Caesareje
Svatý Carterius byl křesťanský mučedník zabitý roku 304.
Byl knězem v Caesareji v Kappadokii (dnes město Kayseri v Turecku). Trpěl pro svou víru za císaře Diocletiana a prokurátora Urbana. Vypráví se, že stál před sochou boha Serapise, modlil se ke Kristu a socha se roztříštila. Prokurátor Urbanus nařídil, aby byl mučen a stať. Podle některých zdrojů byl zabít kopím.
Jeho svátek se slaví 8. ledna.